# Vlasta Vlasáková
Vlasta Vlasáková (7. října 1921 Praha – 2. března 1983 Ostrava) byla česká herečka a politička, poslankyně za KSČ.

## Život
Absolvovala herectví na Státní konzervatoři v Praze (1946) a na DAMU (1948).
Herecky celou svojí aktivní dráhu spojila s Ostravou a jejím Státním divadlem (1948–1983). Zvláště v mladším věku hrála na divadle stěžejní role v klasickém repertoáru (Cyrano z Bergeracu, Pygmalion, Tři sestry, Svatá Jana), v polovině 50. let zaujala odborníky titulní rolí v Ibsenově hře Nora. Světový repertoár tvořil v její jevištní práci dominující položku, v pozdějších letech ale začal význam jejích vystoupení na jevišti klesat.
V menších rolích se uplatnila i ve filmu, například ve filmech Nikola Šuhaj (1947), Němá barikáda (1949), Hra o život (1956) nebo Jurášek (1956). Větších rolí se ale dočkala až v období normalizace, kde se objevovala ve společensky exponovaných dílech jako byl Klíč (1971), Borisek – malý seržant (1975) nebo Hněv (1977). Z televizní tvorby je známá její role novinářky Dagmar Konečné ze seriálu 30 případů majora Zemana (1979), hrála také v seriálu Haldy (1974).
V letech 1971–1981 byla poslankyní České národní rady za Komunistickou stranu Československa.
Vlasta Vlasáková zemřela v Ostravě 2. března 1983 ve věku 61 let. Za svou práci (včetně společenských aktivit) získala od komunistického režimu dvě vysoká státní vyznamenání a v roce 1973 byla jmenována Zasloužilou umělkyní.